# Александр Стюарт, 1-й граф Галлоуэй

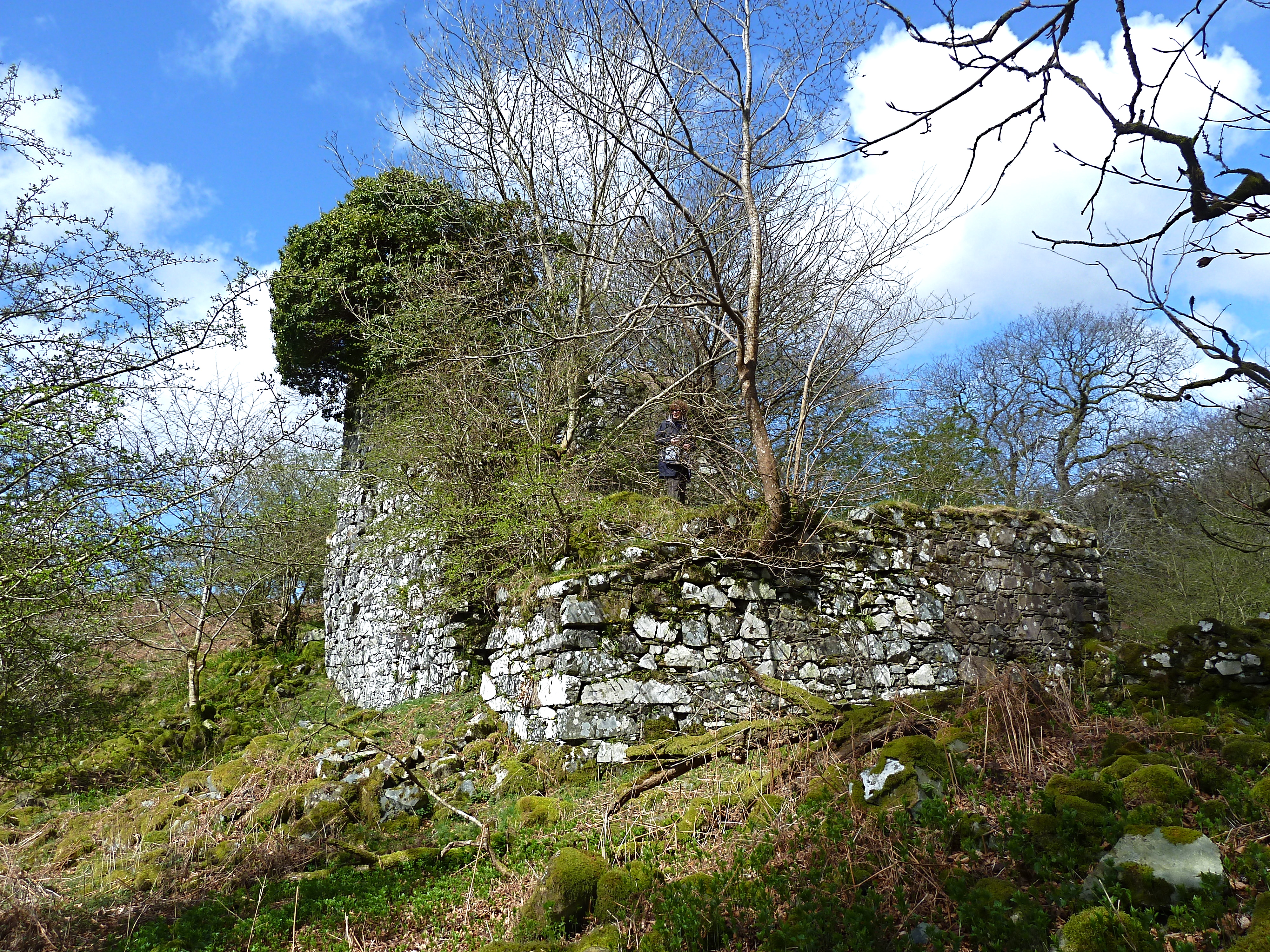
Замок Гарлис

Александр Стюарт, 1-й граф Галлоуэй (англ. Alexander Stewart, 1st Earl of Galloway; ок. 1580 — 9 октября 1649) — шотландский дворянин, придворный и землевладелец.

## Биография
Сын сэра Александра Стюарта, 6-го лэрда Стюарта из Гарлиса (ум. 1596) и его первой жены Кристиан Дуглас, дочери сэра Джеймс Дуглас из Драмланрига (1498—1578).
Руины замка Гарлис находятся в Дамфрисе и Галлоуэе. Название места часто писалось «Гарлейс».
Его отец, который был посвящен в рыцари в 1590 году на коронации Анны Датской, был награждён конфискованным имуществом Катберта Броуна, сына Джона Броуна из Карслита, который был причастен к убийству Джеймса Маккалоха из Бархольма в 1579 году.
Александр Стюарт, «человек большого таланта, преданности и честности», состоял на службе у короля Шотландии Якова VI Стюарта.
В июле 1602 года лэрд Гарлис присоединился к комитету из «четырех Стюартов» для разрешения спора между Джорджем Гордоном, 1-м маркизом Хантли, и Джеймсом Стюартом, 3-м графом Мореем. Другими Стюартами были лорд Очилтри, Уолтер Стюарт из Блантайра, и тьютор (наставник) из Розита. Одним из предложенных решений был брак графа Морея с дочерью маркиза Хантли, а сын маркиза Хантли должен был жениться на дочери графа Аргайла. Однако в феврале 1603 года королева Анна Датская предложил альтернативное решение, что сын маркиза Хантли женится на сестре графа Морея. Сестра Морея, возможно Маргарет Стюарт, недавно присоединился к двору королевы. В это время от планов женитьбы отказались, но схема, предложенная «Четырьмя Стюартами», в конце концов была принята.
19 июля 1607 года Александр Стюарт получил от короны титул 1-го лорда Гарлиса. Он также был шерифом Галлоуэя.
Будучи шерифом Галлоуэя, в 1618 году лорд Гарлис довел загадочное дело до сведения Тайный совет Шотландии и королевского адвоката Томаса Гамильтона. Отрубленная рука была найдена в навозной куче или мусорной куче нотариуса по имени Джон Кеннеди, когда его слуги возили навоз на поле. Затем кровь была замечена на люстре в его доме, и капала на его стол, она появилась на двери его подвала, когда Кеннеди не было дома. Кровь была «густой жидкостью, похожей на забоданную кровь». Когда он шел с приходским священником, на траве появились капли крови. Кеннеди был арестован и помещен в Толбут в Эдинбурге в течение пяти или шести недель, но против него не было найдено никакой информации. Его осмотрел лорд-президент Александр Сетон, который написал шерифу лорду Гарлису, чтобы выяснить, было ли какое-либо нераскрытое убийство, связанное с этими предзнаменованиями. Отрубленная рука была старой и ветхой, но Кеннеди только недавно купил этот дом. Не было найдено никакого объяснения крови на люстре и в других местах. Кеннеди сказал, что его скот понес необычные потери, а его жена была больна, и он подумал, что стал жертвой колдовства. Тайный совет, посоветовавшись с лордом Гарлисом, освободил его.
19 сентября 1623 года для Александра Стюарта был создан титул 1-го графа Галлоуэя (Пэрство Шотландии) 19 сентября 1623 года.
Александр Стюарт умер 9 октября 1649 года, оставив двух сыновей и дочь.

## Семья
В 1600 году Александр Стюарт женился на Гризел Гордон, дочери сэра Джона Гордона из Лохинвара и Кенмура (ум. 1604) и Элизабет Максвелл. Среди их детей были:
- Александр Стюарт, лорд Гарлис (? — 1639), женился в 1627 году на Энн Говард, дочери Чарльза Говарда, 1-го графа Ноттингема, и Маргарет Стюарт, дочь графа Морея. В 1633 году женился вторым браком на Маргарет Грэм, дочери Уильяма Грэма, 7-го графа Ментейта, и Агнес Грей.
- Джеймс Стюарт, 2-й граф Галлоуэй (1610 — июнь 1671). В апреле 1627 года он получил титул 1-го баронета Стюарта из Корсевелла в Баронетстве Новая Шотландия.
- Леди Энн Стюарт, жена с 1625 года Эндрю Анги из Лохно, 2-го баронета (? — 1671).